# 디스트로이 올 휴먼스!
디스트로이 올 휴먼스!(Destroy All Humans!)는 오픈 월드 액션 어드벤처 게임 프랜차이즈로, 냉전 시대의 외계의 침공 영화를 패러디한 작품이다. 디스트로이 올 휴먼스!와 디스트로이 올 휴먼스! 2는 PlayStation 2와 엑스박스 (콘솔)로 출시되었고, 디스트로이 올 휴먼스! 빅 윌리 언리시드는 Wii로 출시되었으며, 디스트로이 올 휴먼스! 패스 오드 더 퓨런은 Xbox 360과 PlayStation 3로 출시되었다. 블랙 포레스트 게임스에서 원작 게임과 후속작의 리메이크를 개발하여 각각 2020년과 2022년에 출시했다.
이 시리즈의 두 주요 주인공은 J. 그랜트 올브렉트와 리처드 스티븐 호비츠가 목소리를 맡았으며, 빅 윌리 언리시드에서는 배우 션 도넬란과 다릴 쿠릴로가 캐릭터를 연기했다. 이 시리즈의 음악은 작곡가 게리 슈먼이 담당했다.

## 구성
이 게임들은 주로 지구에서 벌어지며, 푸론족 크립토스포리듐(크립토라고도 알려짐)은 그의 상관들로부터 그의 종족이 스스로를 복제하다 멸종하는 것을 막기 위해 인간의 뇌 줄기에 잠긴 푸론 DNA를 수집하라는 임무를 받는다. 디스트로이 올 휴먼스!에서 크립토의 목표는 그의 이전 복제체에게 무슨 일이 일어났는지 조사하는 것도 포함한다. 디스트로이 올 휴먼스! 2에서는 국가보안위원회가 그를 암살하려 하고 모선과 그의 임무 장교인 오르토폭스-13(폭스)을 성공적으로 파괴한 후 복수를 추구하는 크립토의 이야기를 다룬다. 또한 푸론족의 화성인 전쟁 적수인 블리스크를 섬멸하는 내용도 포함한다. 디스트로이 올 휴먼스! 빅 윌리 얼리시드에서는 크립토가 폭스의 새로운 패스트 푸드 체인을 지키는 내용을 다루며, 이 체인은 "빅 윌리"라고 불리는 식당 마스코트로 위장한 거대한 로봇 메카를 사용한다. 디스트로이 올 휴먼스! 패스 오브 더 퓨런은 Xbox 360과 (그리고 오스트레일리아와 유럽에서는 PlayStation 3로만) 플레이 가능하며, 크립토가 푸론족 제국을 위협하는 음모를 막기 위해 깨달음을 추구하는 내용을 다룬다. 디스트로이 올 휴먼스!는 1959년을 배경으로 하고, 디스트로이 올 휴먼스! 2는 1969년을 배경으로 하며, 디스트로이 올 휴먼스! 빅 윌리 얼리시드는 1975년을 배경으로 하고, 디스트로이 올 휴먼스! 패스 오브 더 퓨런은 1979년을 배경으로 한다.

## 게임
| 게임                                    | 메타크리틱                                         |
| --------------------------------------- | -------------------------------------------------- |
| 디스트로이 올 휴먼스! (2005)            | (PS2) 74/100 (Xbox) 76/100                         |
| 디스트로이 올 휴먼스! 2                 | (PS2) 74/100 (Xbox) 74/100                         |
| 디스트로이 올 휴먼스! 빅 윌리 언리시드  | (Wii) 53/100                                       |
| 디스트로이 올 휴먼스! 패스 오브 더 퓨런 | (X360) 34/100                                      |
| 디스트로이 올 휴먼스! (2020)            | (NS) 66/100 (PC) 71/100 (PS4) 70/100 (XONE) 68/100 |
| 디스트로이 올 휴먼스! 2: 리프로브드     | (PC) 72/100 (PS5) 67/100 (XSXS) 72/100             |

### 디스트로이 올 휴먼스! (2005)
1959년, 크립토스포리듐 137은 지구에 처음 도착하여 행성을 조사하고 그의 이전 복제체인 크립토스포리듐 136을 찾는다. 크립토스포리듐 136은 1947년에 오르토폭스 13이 비슷한 임무로 지구에 보낸 후 사라졌다. 폭스는 그의 종족이 멸종하는 것을 막기 위해 (고대 푸론족 전사와 인간의 만남으로 인해 순수 푸론 DNA가 소량 포함된) 인간 뇌 줄기를 수확하는 임무를 크립토에게 부여한다. 이 임무를 완수하기 위해 그는 실루엣이라는 검은 옷을 입은 인물이 이끄는 그림자 정부 조직인 마제스틱 요원들과 싸워 물리쳐야 한다. 이를 달성한 후 크립토는 미국 대통령으로 위장하여 미국을 장악한다.

### 디스트로이 올 휴먼스! (모바일) (2005)
디스트로이 올 휴먼스! (모바일)은 Big Blue Bubble Inc.에서 개발하고 THQ Wireless에서 배포한 모바일 게임이다. 이 게임은 CRYPTO101을 69847 (MYTYHQ)으로 문자 메시지를 보내 다운로드할 수 있었다. 2005년에 출시되었다. 이 게임은 크립토로 플레이하는 탑다운 액션 어드벤처 게임으로, 도보와 접시 위 모두에서 플레이할 수 있다.

### 디스트로이 올 휴먼스! 2 (2006)
크립토가 마제스틱을 물리치고 미국 대통령을 대체한 지 10년이 지났다. 오르토폭스 13은 소련의 핵미사일이 푸론족 모선을 파괴한 후 사망했다. 폭스는 모선과 행성 표면에 있는 푸론족 간의 통신을 위해 설계된 개인 홀로그램 프로젝터에 자신의 의식을 다운로드했다. 홀로폭스라고 불리는 폭스의 유닛은 그가 지구에 있는 크립토와 통신하고 조언하며 괴롭히게 한다. 크립토 137은 알 수 없는 원인으로 사망했지만 Big Willy Unleashed에 등장하며 순수 푸론 DNA를 인간 뇌에서 수확한 복제체인 크립토 138이 그의 자리를 대신했다. 크립토 138은 수천 년 만에 처음으로 성기를 가진 푸론족으로, 그의 순수 DNA가 방사능에 의해 오염되지 않았기 때문이다. 국가보안위원회가 모선과 폭스를 파괴하자 크립토는 그들과 싸워 그가 그동안 노력하여 달성한 것을 파괴하지 못하게 막아야 한다. 그 과정에서 그는 계속해서 추파를 던지는 KGB 요원인 나탈리야 이바노바의 도움을 받는다. 그는 또한 게임에서 벌어지는 모든 일의 배후에 있는 진정한 적을 발견한다. 바로 화성인 전쟁에서 푸론족이 물리쳤다고 생각했던 푸론족의 오랜 적수인 화성에서 온 외계 종족 블리스크이다.

### 디스트로이 올 휴먼스! 빅 윌리 언리시드 (2008)
빅 윌리 언리시드는 디스트로이 올 휴먼스! 2 이후의 이야기를 다룬다. 크립토와 폭스는 더 많은 푸론족 DNA를 수확하기 위해 크립토가 죽인 인간들의 고기를 파는 패스트 푸드 레스토랑을 시작한다. 나중에 그들의 경쟁 레스토랑인 커널 클루킨(그리하여 커널 샌더스의 패러디)이 그들의 비밀을 발견하고, 이에 크립토는 빅 윌리 마스코트 메카로 레스토랑을 지켜야 한다.

### 디스트로이 올 휴먼스! 패스 오브 더 퓨런 (2008)
오르토폭스가 빅 윌리 언리시드에서 시작한 빅 윌리 패스트 푸드 프랜차이즈에서 번 돈을 사용하여 폭스와 그의 파괴적인 푸론 전사 하수인 크립토는 안정적인 수입과 인간 DNA를 얻기 위해 카지노를 열었다. 크립토는 (수명 4년인 복제체인) 나탈리야의 죽음으로 의욕을 잃고 인간을 파괴하는 것이 무엇을 의미하는지 잊었다. 어느 날 밤 그는 술에 취해 자신의 낡은 접시를 카지노에 추락시키고 사고로 사망한다. 오르토폭스는 크립토 139를 만들고 둘은 작전을 계속한다. 나중에 크립토는 자신의 행성에서 온 네소스포리듐 전사라고 불리는 수수께끼의 사이보그들에게 공격당하고, 이는 크립토와 그의 사령관 폭스 모두를 겁먹게 한다. 곧 크립토는 자신의 고향에서 온 음모와 마주하게 되고, 이를 막지 못하면 그의 종족 전체가 파괴될 수 있다. 모든 혼돈 속에서 크립토는 자신의 머릿속에서 션 롱 시로 가라고 말하는 목소리를 듣는다. 나중에 써니우드에 있는 크립토는 목에 총을 맞고 기절한 후 쿵푸 수도원에서 깨어나 마스터로 알려진 푸론 무술 전문가를 만난다. 마스터는 그에게 자신에게 배우고 정신과 화력을 훈련하여 이 새로운 위협을 물리치도록 간청한다. 이제 크립토는 깨달음의 길을 가고, 자신의 운명을 형성하고, 이 무서운 음모의 배후를 밝혀내려 한다.

### 디스트로이 올 휴먼스! (2020)
프랜차이즈 지적재산권(IP) 보유자 THQ는 2012년 12월 19일에 파산했고, 그 후 많은 IP가 매각되었다. 2013년, 현재 THQ 노르딕으로 알려진 Nordic Games는 490만 달러에 Destroy All Humans!를 포함한 다른 IP의 권리를 구매했다. 2016년 말, 디스트로이 올 휴먼스! 및 디스트로이 올 휴먼스! 2의 PlayStation 2 버전이 플레이스테이션 4에서 에뮬레이션되는 플레이스테이션 2 게임 중 하나로 PlayStation 4에 출시되었으며, 트로피 및 원격 플레이를 지원하는 추가 기능과 함께 1080p로 렌더링되었다. 2018년, 디스트로이 올 휴먼스!의 Xbox 버전이 Xbox One의 하위 호환성 카탈로그에 추가되었다.
2019년, THQ 노르딕은 E3에서 공개 트레일러를 통해 디스트로이 올 휴먼스!의 리메이크를 발표했다. 이 리메이크는 Black Forest Games에서 개발했으며 2020년 7월 28일 마이크로소프트 윈도우, PlayStation 4, Xbox One으로, 2020년 12월 8일 구글 스테이디어로, 2021년 6월 29일 닌텐도 스위치로 출시되었다.

#### 디스트로이 올 휴먼스! 클론 카니지 (2022)
디스트로이 올 휴먼스! 클론 카니지라는 제목의 독립형 멀티플레이어 스핀오프가 2022년 5월 31일 Microsoft Windows (스팀 (서비스), 에픽게임즈 스토어 및 GOG.com을 통해), PlayStation 4 및 Xbox One으로 출시되었다.
2022년 11월 2일, Xbox One 및 PC 버전의 게임은 부분 유료화로 변경되었다.

### 디스트로이 올 휴먼스! 2: 리프로브드 (2022)
2021년, THQ 노르딕은 디스트로이 올 휴먼스! 2의 리메이크를 공개 트레일러를 통해 발표했으며, 개발은 블랙 포레스트 게임스가 담당했다. 2022년 8월 30일에 마이크로소프트 윈도우, PlayStation 5 및 Xbox Series X/S로 출시되었다.